# Overloon
Overloon es un pueblo, con 3.626 habitantes en las afueras de la región de Peel, en el antiguo municipio de Boxmeer, en Brabante Septentrional. A partir del año 2022, pasó a formar parte del nuevo municipio de Land van Cuijk.
Ubicado en las afueras se encuentra el Museo de la Guerra de Overloon, que se originó como un museo de una batalla de la Segunda Guerra Mundial (Batalla de Overloon) que tuvo lugar alrededor del pueblo en septiembre y octubre de 1944. El pueblo está situado cerca de la autopista A73 entre Venlo y Nimega.

## Toponimia
En tiempos antiguos, se conocía simplemente como “Loon”. La palabra “Loon” o “Lo(o)” hacía referencia a un bosque con árboles pequeños, praderas abiertas y pantanos. El término “over” se añadió al nombre mucho después para diferenciarlo del cercano “Loon Ravenstein” y “Neerloon”. En este contexto, “Neder” y “over” significan respectivamente “inferior” y “superior”, o “aguas abajo” y “aguas arriba”

## Historia
Desde la formación del Reino de los Países Bajos, el pueblo formaba parte del municipio de Maashees en Overloon con la cercana aldea de Maashees . En 1942 este municipio fue añadido al municipio de Vierlingsbeek y en 1998 todos fueron incluidos dentro de Boxmeer . Alrededor de 1900, el pueblo estaba ampliamente extendido por páramos y mal conectado con ciudades más grandes como Venray, Vierlingsbeek, Sambeek, Oploo y Sint Anthonis . Había unas 600 personas.
La mención escrita más antigua de Loon es una concesión de carta de Jan van Cuijk del año 1308. Jan van Cuijk en esta escritura, que registró en la iglesia de San Lorenzo en Vierlingsbeek, otorga el derecho a renunciar al impuesto (bajo) en (Over)Loon.

### Administrativo y legal hasta 1795
El gobierno de la aldea de Loon estaba formado por tres concejales, cuatro jurados y uno o dos banqueros. Estos últimos eran especialmente responsables de las finanzas. A partir del siglo XIV, los concejales tenían competencia junto con la de un concejal del banco de Vierlingsbeek. Vierlingsbeek era el jefe de los cuatro concejales. Las causas penales debían llegar al tribunal de Grave . Esta disposición conjunta de regidores se mantuvo hasta 1803. A partir de ese año, Overloon tuvo el poder de regular el propio poder judicial. Esto duró sólo siete años, debido a la inestable situación política.
Entre 1794 (después de la invasión francesa) y 1810, el territorio de los Países Bajos, y por ende el de Overloon, pasó a formar parte primero de la República de Francia (1794-1795), y luego sucesivamente del Reino de los Países Bajos (1795-1796). ), la República de Bátava (1796-1805), la Mancomunidad Bátava (1805-1806) y el Reino de Holanda (1806-1810).

### Administración después de 1810
En 1810, todo el territorio neerlandés fue anexado a Francia y pasó a formar parte del Primer Imperio Francés (1810-1814). Como resultado, hubo nueva legislación y una organización diferente de la administración pública y del derecho en los Países Bajos. A nivel local se formaron municipios, bajo la dirección de un alcalde. Las autoridades del pueblo quedaron abolidas a partir de ese momento. Overloon y Maashees se fusionaron en un municipio, del que también formaba parte Holthees . Este tenía el nombre de Maashees y Overloon. En 1942 se encontraba en el municipio de Vierlingsbeek, que a su vez se fusionó con Boxmeer el 1 de enero de 1998.

### Segunda Guerra Mundial
En el año 1944, Overloon fue destruido casi por completo en la Batalla de Overloon, oficialmente también conocida como Operación Aintree, en una batalla de tanques de diez días entre una división de tanques británica y el ejército alemán. Los alemanes intentaban impedir que los aliados cruzaran el  río Mosa . Hubo más de dos mil muertos, el 14 de octubre de 1944, Overloon fue liberado, pero los combates duraron varios días más. Este es el motivo de la creación del Museo de la Guerra de Overloon, que más tarde pasó a ser conocido como Museo Nacional de la Guerra y la Resistencia y luego Liberty Park. 

## Lugares de interés
- El Parque de la Libertad, que incluye el Museo Nacional de la Guerra y la Resistencia, se inauguró en 1946.
- El Zoo Parc Overloon, un pequeño zoológico.
- En el camino entre Liberty Park y el zoológico hay siete esculturas de madera realizadas por Marjolijn Mandersloot. Datan del año 2005.
- La Iglesia de los Santos Teobaldo y Antonio de Padua es una iglesia moderna, diseñada por Jan Strik, con relieves de ladrillo en las paredes exteriores. La parroquia ha adorado a San Donato desde 1884 hasta aproximadamente 1970. Existía una Hermandad de San Donato, pero cuando en 1944 la estatua fue destruida, este culto devocional fue disminuyendo gradualmente. En 1975 la fraternidad se disolvió. En la parte trasera de la iglesia todavía se encuentra una imagen de San Donato.
- Schaartven es una antigua excavación de arena de 7 hectáreas. Una vez cerrado el lugar de excavación, la superficie total de 23 hectáreas fue plantada y decorada por el municipio de Vierlingsbeek, al que en aquel momento pertenecía Overloon. En 1995 se privatizó el terreno. Actualmente existe un lago recreativo con playa y estanque de peces.
- Capilla Escondite o Capilla del Buen Buceo (María o Guarda Escondite), de 1954. La capilla se encuentra en la esquina Venrayseweg / Mers Loseweg. Los fondos para esta capilla los recaudan los muchos que se escondieron en Overloon durante la guerra. La capilla es la siguiente escritura (Isaías 16: 3-4) Esconde a los refugiados y no los traiciones y sé para ellos un refugio del destructor.
- Cementerio de guerra Overloon, un cementerio de guerra británico.
- Entre Overloon, Maashees y Venray se encuentran las Overloon Dunes, una cresta de arena flotante.

En el año 2000 se inauguró en Overloon el Zoo Parc Overloon. 

## Deportes
Overloon también tiene un club de fútbol llamado SSS'18. También tiene una gran rivalidad con el cercano club Volharding de Vierlingsbeek.

## Galería

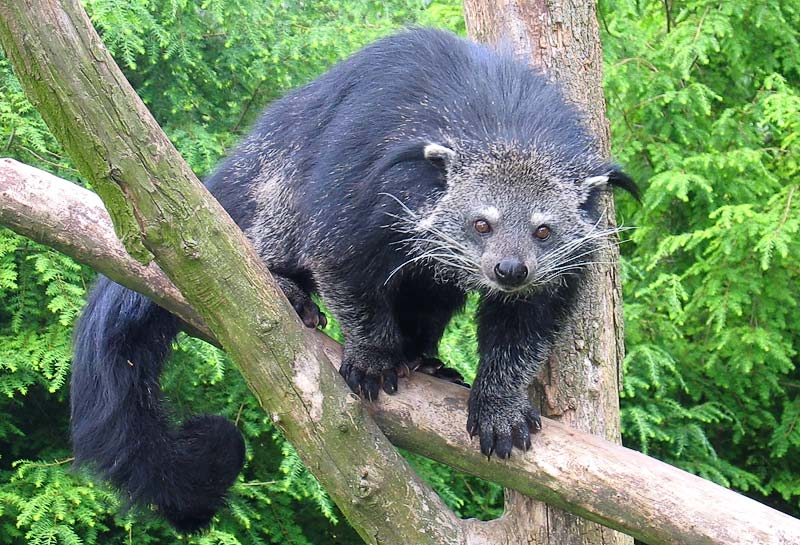
Bearcat en el Zoo Parc Overloon
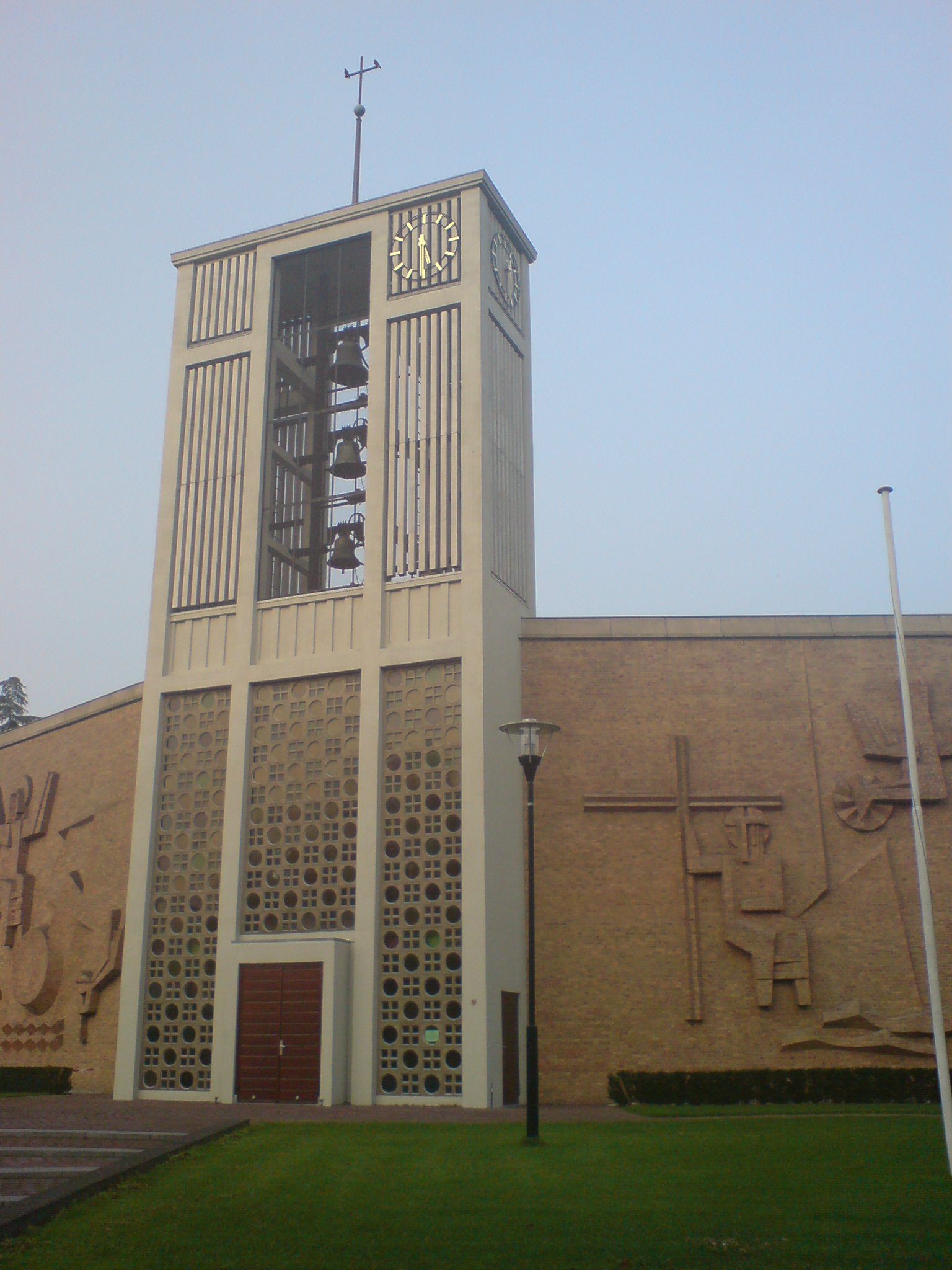
Iglesia de Teobaldo Overloon
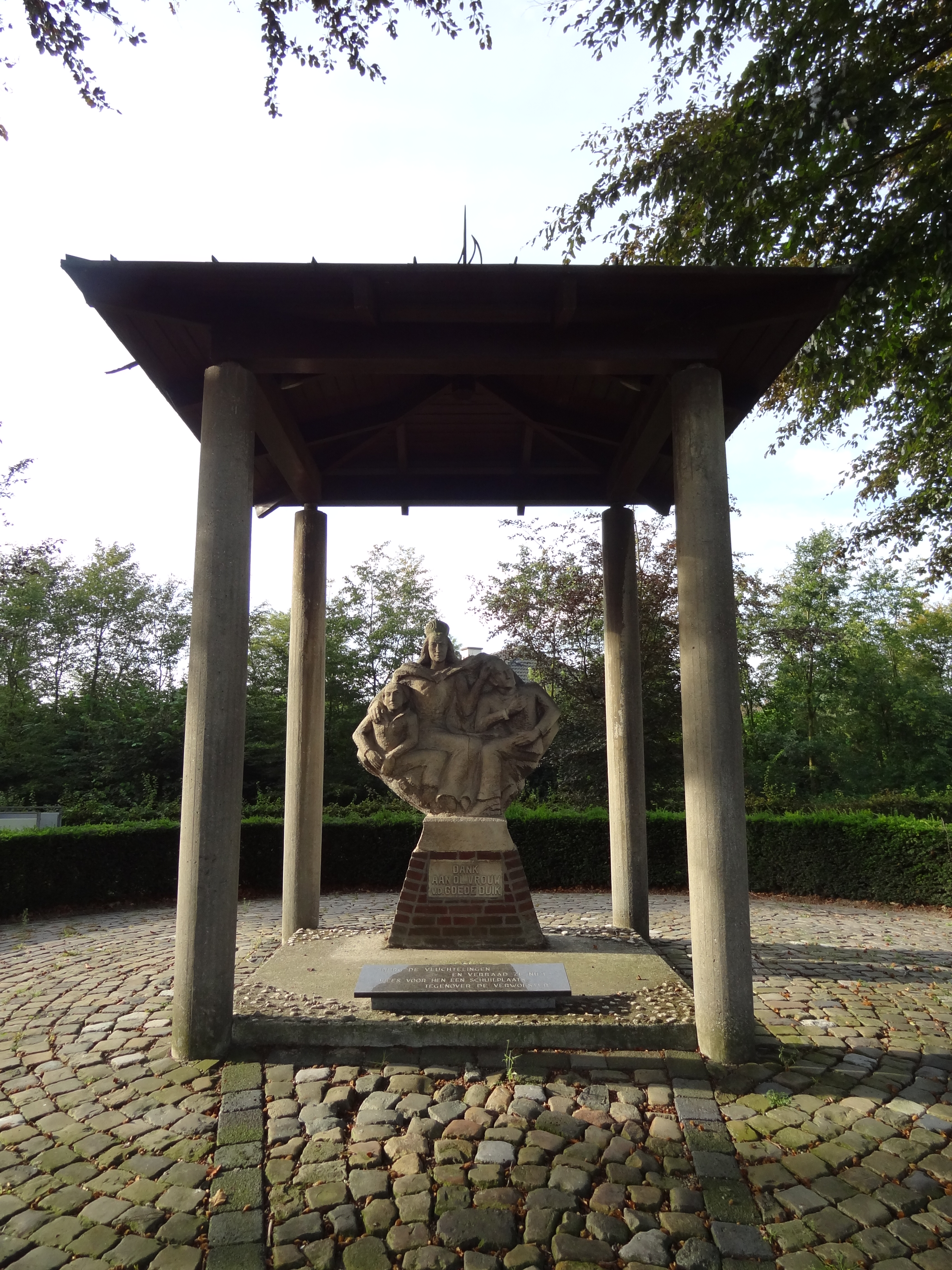
Overloon - Onderduikerskapel en Venraijseweg, representa a la Iglesia que esconde a los refugiados
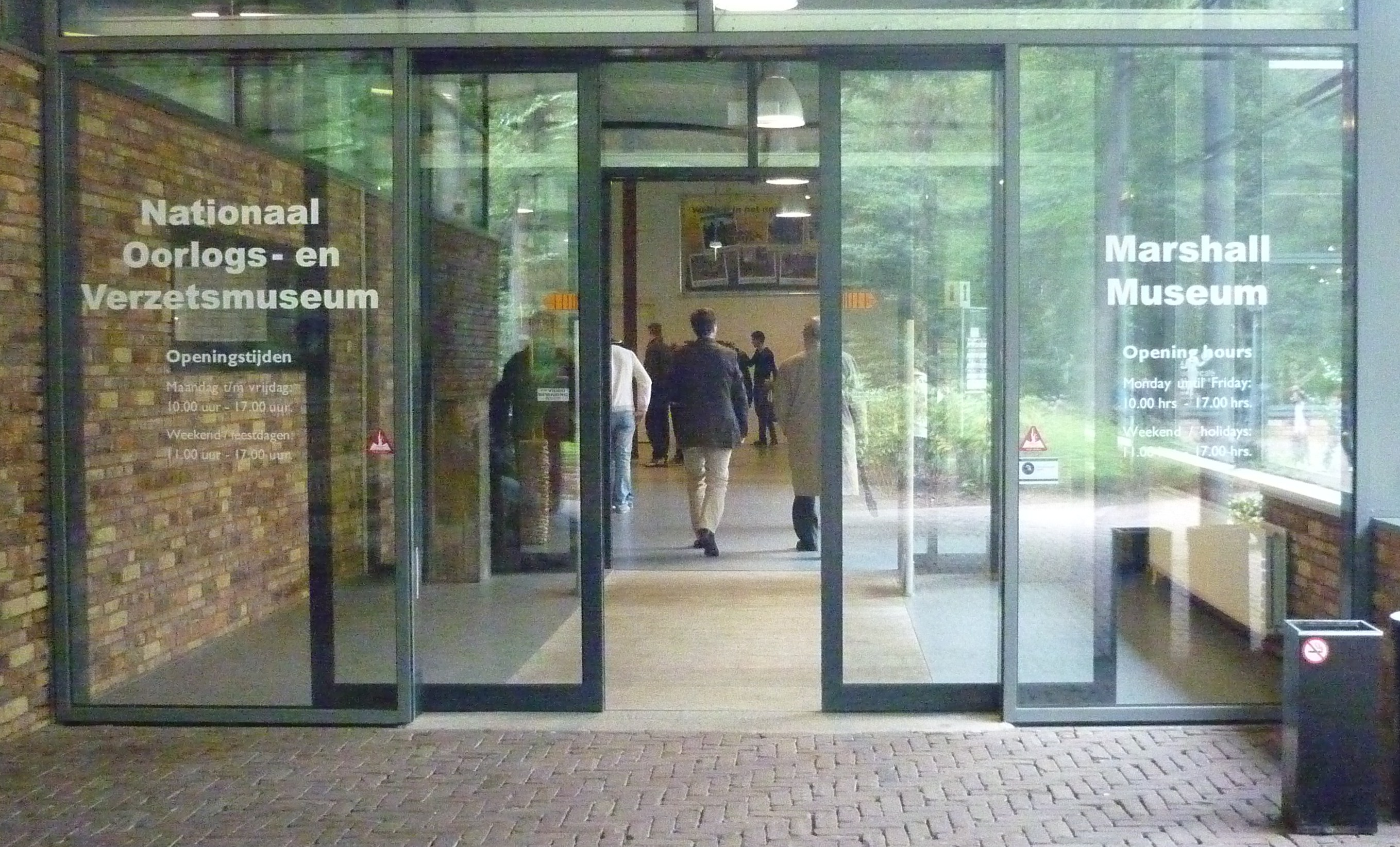
Oorlogsmuseum Overloon (Museo de la Guerra Overloon)
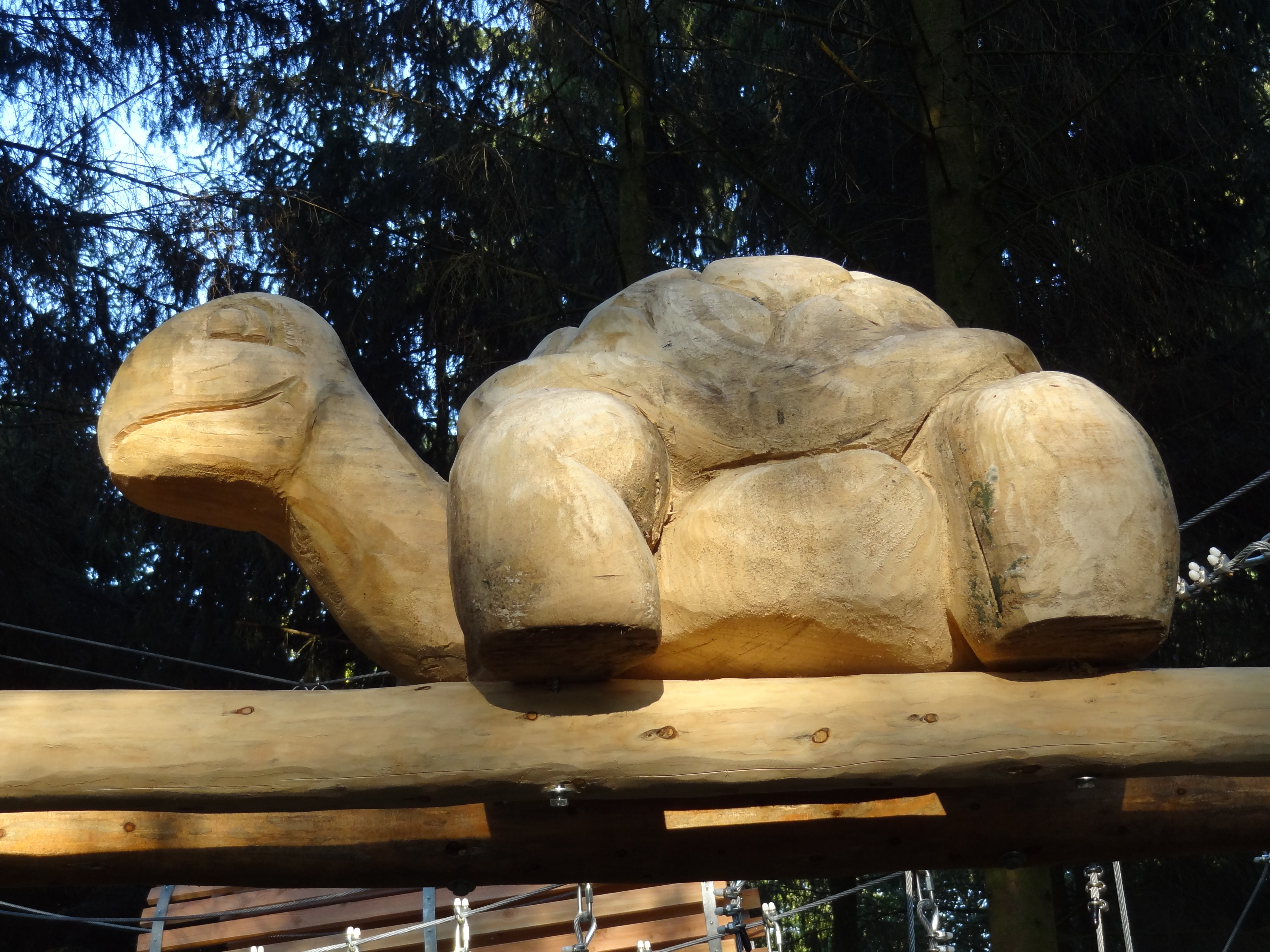
Overloon - Escultura de madera en Liberty Park